# Ferrari: The Race Experience
Ferrari: The Race Experience es un simulador de carreras desarrollado por Eutechnyx y publicado por System 3 en 2010 para PS3 y Wii.

## Jugabilidad
El simulador ofrece la oportunidad de competir en carreras de una sola marca basadas en 34 autos Ferrari diferentes en 17 circuitos internacionales diferentes. No se han agregado elementos arcade para que la experiencia de manejo sea lo más realista posible.
Los diferentes automóviles no se pueden configurar a nivel técnico, pero solo se pueden modificar con respecto a la carrocería, que se puede modificar utilizando un editor especial.
En un solo jugador, se ofrece la oportunidad, para aprender mejor la conducción de un automóvil, para tomar un examen de manejo en el circuito de Fiorano con Tiff Needell para actuar como instructor. Los otros modos de juego son carrera rápida, contrarreloj, Arcade (que consiste en participar en las carreras con un límite de tiempo dentro del cual alcanzar al menos la tercera posición para desbloquear el siguiente curso), Trofeo (que consta de 34 mini torneos) y Carrera. Al ejecutarse en estos diversos modos, las 'Tarjetas de desafío' se desbloquearán, tarjetas con las hojas de datos técnicos superiores de los automóviles del fabricante de automóviles italiano. Este último se utilizará en un minijuego en el que se debe elegir un parámetro, que se comparará con la tarjeta CPU seleccionada. En caso de mejores datos (el coche más antiguo, más poderoso, menos pesado o más valioso), se asigna o elimina un punto hasta que alcanza 0 y, por lo tanto, le da todo el mazo al oponente.
El modo en línea puede organizar competiciones para hasta 16 jugadores.

## Recepción
El juego fue criticado positivamente por los críticos en cuanto a la realización gráfica, sonora e IA, aunque se han destacado algunos problemas relacionados con la ventana emergente y la falta de un número adecuado de polígonos para la construcción de automóviles y pistas.